# Альянс (Липова Долина)
Футбольний клуб «Альянс» — український професійний футбольний клуб з смт Липова Долина Сумської області, заснований у 2016 році. Виступає у Першій лізі чемпіонату України. Домашні матчі проводить на стадіоні «Ювілейний» у м. Суми.

## Історія
Липоводолинський «Альянс» засновано 2016 року. Свій перший матч команда провела 21 травня того ж року в рамках першості Сумської області проти «Лебединця» з Лебедина. За результатами сезону 2016 «Альянс» взяв золоті медалі першості, випередивши краснопільский «Явір» та ФК «Тростянець». З 2017 року команда брала участь у вищій лізі чемпіонату Сумської області. Перший розіграш «Альянс» завершив на третьому місці, а роком пізніше став чемпіоном.
2018 року «Альянс» заявився на чемпіонат України серед аматорів. У своїй групі команда зайняла третє місце, пропустивши вперед миколаївську «Вікторію» та «ЛНЗ-Лебедин», а на стадії 1/4 плей-оф поступився майбутньому чемпіону «ВПК-Агро».
У 2019 році клуб став володарем кубку імені Геннадія Свірського та Суперкубку Сумської області, а влітку «Альянс» отримав статус професійного клубу та почав виступи у Другій лізі чемпіонату України. В достроково завершеному розіграші сезону 2019/20 команда посіла третє місце в групі Б та в стикових матчах з запорізьким «Металургом» виборола право виступати у Першій лізі сезону 2020/21. У своєму першому розіграші національного кубку «Альянс» зупинився за два кроки від фіналу, поступившись на стадії 1/4 фіналу прем’єрліговому ФК «Маріуполь» з рахунком 2:4.

## Статистика виступів
| Сезон   | Ліга      | М      | І  | В  | Н | П | ГЗ | ГП | О  | Кубок України | Примітка                            |
| ------- | --------- | ------ | -- | -- | - | - | -- | -- | -- | ------------- | ----------------------------------- |
| 2019/20 | Друга «А» | 3 з 11 | 20 | 15 | 2 | 3 | 51 | 12 | 47 | 1/4 фіналу    | Чемпіонат було завершено достроково |
| 2020/21 | Перша     | 6 з 16 | 30 | 14 | 9 | 7 | 46 | 31 | 51 | 1/32 фіналу   |                                     |
| 2021/22 | Перша     | 3 з 16 | 19 | 10 | 3 | 6 | 33 | 24 | 33 | 1/8 фіналу    | Чемпіонат було завершено достроково |

## Досягнення
Кубок України:
- 1/4 фіналу: 2019/20

Чемпіонат Сумської області:
- Чемпіон: 2018
- Бронзовий призер: 2017

Суперкубок Сумської області:
- Володар: 2019

Першість Сумської області:
- Чемпіон: 2016

Кубок федерації імені Геннадія Свірського:
- Володар: 2019

Кубок Михайла Фоменка:
- Володар: 2021

## Керівництво клубу
| Посада              | Ім'я            |
| ------------------- | --------------- |
| Президент           | Сергій Демченко |
| Фінансовий директор | Іван Демченко   |
| Виконавчий директор | Анатолій Бойко  |

## Тренерський штаб
| Посада                     | Ім'я             |
| -------------------------- | ---------------- |
| Головний тренер            | Юрій Ярошенко    |
| Помічник головного тренера | Андрій Каліненко |
| Тренер-методист            | Олександр Цисар  |
| Тренер воротарів           | Ігор Хіманич     |